# 台19甲線平交路口
台19甲線平交路口為臺灣台86線的平交路口，位於臺灣臺南市關廟區，在1999年12月30日通車，在此交會的台19甲線可通往新化及關廟市區方向。
|  |  | 新化 阿蓮 |

## 後續計畫

### 台19甲線平交路口立體化工程
台86線與台19甲線平交路口立體化：台86線與台19甲線交會後連接國道三號關廟交流道，該處原與其他路段規劃相同，就是高架施工，但到了關廟段卻因當年「政壇有力人士介入」，最後變更為平面道路。
公路總局人員表示，台86線由內政部營建署規劃，地方的意見會轉交相關單位參考。
2018年6月28日公路總局舉行台86線與台19甲線路口改善可行性評估會議。

## 外部連結
- 台86線台19甲線平交路口、關廟交流道示意圖 （页面存档备份，存于）（交通部公路總局）